# La Princesse du rail
La Princesse du rail est un feuilleton télévisé français en 26 épisodes de 13 minutes ou 13 épisodes de 26 minutes, créé par Henri Spade et Juliette Saint-Giniez inspiré des romans d'Henri Vincenot La Pie saoule et Les Chevaliers du chaudron, réalisé par Henri Spade, et diffusé à partir du 7 février 1967 sur la première chaîne de l'ORTF et rediffusé en juillet 1972.

## Synopsis
Comme dans d'autres pays à travers le monde, le XIXe siècle sera le siècle de l'avènement du chemin de fer en France. La construction des lignes à travers le Massif central n'est pas une sinécure et demande, en plus d'exploits d'ingénierie, de nombreux bras. Pour l'instant, la ligne de Saint-Germain-des-Fossés à Nîmes, passant par Gannat et Clermont-Ferrand, s'arrête à Langeac. La dernière section, jusqu'à Langogne puis Villefort, est en construction. En cette fin des années 1860, la Compagnie des chemins de fer de Paris à Lyon et à la Méditerranée (PLM) cherche de la main d'œuvre pour construire le 1er tronçon jusqu'à Monistrol. Antoine Delorme, le chaudronnier d'un village des alentours décide de s'y engager, quittant sa forge, sa fiancée Céline et son meilleur ami Alexandre. Homme à l'esprit ouvert et progressiste, il se prend vite de passion pour ce que quelques réfractaires au progrès, les gens de la route (cochers, aubergistes), les mariniers souffrant de la concurrence et le colonel Vidal avec son compagnon, illuminés engagés dans une lutte solitaire contre la locomotive, appellent les « chaudières du diable ». Sachant lire et écrire, Delorme fait sa demande et la compagnie l'engage comme mécanicien d'une Locomotive à vapeur (« Sénateur d'une princesse »).
Le récit des romans La Pie saoule  et Les Chevaliers du chaudron ayant inspiré la série est transposé, dans l'espace — de la Bourgogne aux Cévennes — et dans le temps, une dizaine d'années plus tard, de 1849 à 1862 à autour de 1870.

## Distribution
- Jacques Santi : Antoine Delorme
- Jean Davy : Colonel Vidal
- Armand Mestral : Chambon
- Muriel Baptiste : Annunciata
- Fred Ulysse : le Frisé
- Lucien Baroux : M. Fabre, l'ingénieur
- Marie-Claude Mestral : Céline
- Sylvie Bréal : Virginie
- Claude Marcault : Marie, la promise d'Antoine
- Yves Brainville : l'ingénieur
- Benoît Brione : Alexandre
- Franck Estange : Tiarko
- Fred Neumann : Barnett
- Hervé Sand : Claudius
- Marie Mergey : Mme Chambon

## Épisodes
26 épisodes de 13 minutes, diffusion TV 1967.

## Commentaires
Quelques mois plus tard, Jacques Santi interprétera Michel Tanguy dans Les Chevaliers du ciel où Muriel Baptiste interprétera un petit rôle.
En 1960, sept ans avant la diffusion, une voie fut posée sur une section de la ligne inachevée La Transcévenole pour le tournage du feuilleton.
La Crampton qui était celle du train historique utilisé à cette époque pour les fêtes commémoratives est l'unique locomotive de l'ensemble de la série. Il en résulte que c'est le même paysage avec un viaduc en courbe assez semblable à ceux de la ligne Clermont-Ferrand-Nîmes et la seule locomotive figurant dans l'ensemble de la série. Celle-ci se déroulant sur un parcours plus étendu et évoquant plusieurs locomotives, la discordance avec l'action évoquée qui serait apparue évidente dans un film était très supportable pour une série diffusée en courts épisodes.
À la fin du dernier épisode, Henri Vincenot, l'auteur du livre dont est issue la série, apparait à l'écran et se présente comme étant de La Vie du rail.